# Koertamysj (stad)
Koertamysj (Russisch: Куртамыш) is een stad in de Russische oblast Koergan, gelegen aan de gelijknamige rivier de Koertamysj (zijrivier van de Tobol) op 88 kilometer ten zuidwesten van Koergan. De stad staat onder jurisdictie van het gemeentelijke district Koertamysjski, waarvan het ook het bestuurlijk centrum is.

## Geschiedenis en economie
Koertamysj werd gesticht in 1745 als een ostrog (houten fort) door boer Anton Loskoetnikov aan de rivier de Koertamysj per oekaze van de provinciale kanselarij van de Isetregio. In 1756 kreeg de plaats de status van bestuurlijk centrum van het district Koertamysjski van de provincie Iset en vanaf 1762 werd de plaats sloboda Koertamysjskaja genoemd. In de 19e eeuw vormde het een handelsplaats, waar jaarlijks vijf markten plaatsvonden. In 1956 kreeg de plaats de status van stad en de huidige naam Koertamysj.
In de stad bevinden zich een meubelfabriek, een reparatie- en machinefabriek en een kaasfabriek.

## Demografie
| 1895  | 1959   | 1970   | 1979   | 1989   | 2002   |
| ----- | ------ | ------ | ------ | ------ | ------ |
| 3.500 | 12.300 | 16.300 | 17.200 | 19.155 | 18.154 |

## Cultuur en bezienswaardigheden
In Koertamysj bevindt zich een museum vernoemd naar Rode Legerbevelhebber Nikolaj Tomin (1886 - 1924), die actief was tijdens de Russische Burgeroorlog.
Bestuurlijk centrum: Koergan

Dalmatovo · Katajsk · Koertamysj · Makoesjino · Petoechovo · Sjadrinsk · Sjoemicha · Sjtsjoetsje